# Dublin (Kalifornien)
Dublin ist eine Stadt mit dem Status einer City im Alameda County im US-Bundesstaat Kalifornien.
Die Einwohnerzahl beträgt rund 72.589 (Stand 2020). Dublin ist außerdem Sitz der County-Verwaltung.

## Lage und Infrastruktur
Dublin liegt an der Kreuzung der Interstate 580 und 680 östlich von Oakland. Dublin ist auch über die BART an San Francisco und andere Bay Area Städte angebunden, die Station heißt hier Dublin/Pleasanton bzw. West Dublin. Pleasanton ist die Nachbarstadt von Dublin, beide werden durch die Interstate 580 und die BART getrennt.
Eines der ältesten Kirchengebäude, die 1859 gebaute Old St. Raymond’s Church, befindet sich in Dublin. Sie wurde von irischen Einwanderern gebaut.

## Demographie
Die Volkszählung von 2010 ergab eine Einwohnerzahl von 46.036. Damit vergrößerte sich die städtische Bevölkerung um mehr als 16.000 binnen einer Dekade. So lebten im Jahr 2000 etwas mehr als 29.000 Personen in Dublin. Die demographische Struktur der Bevölkerungsgruppen ergibt, dass eine relative Mehrheit, nämlich 44 Prozent, Weiße sind. Überdurchschnittlich hoch ist der Anteil von asiatischstämmigen Bürgern, die mit 26 Prozent mehr als ein Viertel der Bewohner stellen. Latinos sind mit 14 Prozent vertreten, was unter dem kalifornischen Mittelwert liegt. Andere Bevölkerungsgruppen wie Afroamerikaner sind eine Minderheit. Der afroamerikanische Bevölkerungsanteil umfasst etwas mehr als neun Prozent. Die im Jahr 2010 erhobene Volkszählung ergab außerdem, dass die Anzahl der Haushalte 14.913 betrug, womit jeder Hausstand durchschnittlich 3,08 Personen umfasst. Das Medianalter der Bevölkerung betrug 35,3 Jahre, während auf 100 Frauen 108,8 Männer kamen.

## Städtepartnerschaften
- Bray, Irland

## Persönlichkeiten
- Alex Cappa (* 1995), American-Football-Spieler